# 万表
万表（1498年—1556年），字民望，号鹿园，浙江寧波衛（今寧波市）人，祖籍河南定遠（今安徽），明朝政治军事人物。生于明孝宗弘治十一年，逝世于明世宗嘉靖三十五年，享年五十九岁。

## 生平
十七岁，承袭宁波卫指挥僉事。正德十五年（1520年），中武进士。
先后担任浙江把總，署都指揮僉事、浙江把總，署都督運、浙江掌印都指揮，南京大教場坐營漕運參將、南京錦衣衛僉書、廣西副總兵、左軍都督漕運總兵、僉書漕运参将、淮安总兵，官至漕运总兵，曾佥书南京中军都督府。
嘉靖十三年（1534年），在苏州娄门抗击倭寇，大胜，有军功。

## 轶事
万表是文武全才，常与唐顺之等学者切磋学问。万表精熟前朝前代历史典故，并十分通晓当时的国事。万表精通经术，著作也宏富。

## 家族
家世以功勋显赫于当时，为世袭的宁波卫指挥僉事。子万达甫，孙万邦孚。

## 著作
- 《玩鹿亭稿》 八卷
- 《海寇议》
- 《万氏济世良方》，又名《万氏家抄方》、《医学入门良方》，简称作《济世良方》，是医学著作，始刊刻于1609年

1. ↑  《從抗倭名將到一代史家─明清際俊彥輩出的甬上萬氏家族史事考述 （页面存档备份，存于）》，袁慧，2003年第3期，P.90，《中共寧波市委黨校學報》雙月刊